# Ambiguïteit

De Necker-kubus, een ambigue afbeelding: welke zijde bevindt zich aan de voorkant?

Een ambiguïteit of dubbelzinnigheid betreft de mogelijkheid om aan een tekst uiteenlopende betekenissen toe te kennen.
Ambiguïteit is een dubbelzinnige taalconstructie. Ze kan zowel in natuurlijke talen als meer in het algemeen in alle formele talen voorkomen. Ambiguïteiten kunnen zowel in grammaticale zin voorkomen (een zinsconstructie is dubbelzinnig) als in semantieke zin (een woord heeft meerdere betekenissen). Wanneer een woord in een bepaalde taalconstructie meerdere betekenissen kan hebben wordt ook wel gesproken van equivociteit (dubbel-, meer- of veelzinnigheid). Het tegenovergestelde (een woord heeft altijd dezelfde betekenis) wordt univociteit (eenzinnigheid) genoemd.

## Ambiguïteiten in de semantiek
Vaak wordt een ambiguïteit gebruikt als stijlfiguur waarbij een tekst dan dubbelzinnigheid verkrijgt. Dit kan door het gebruik van een woord dat meerdere betekenissen kan hebben, bijvoorbeeld met een homoniem, maar ook met een zelfstandig naamwoord en een voltooid deelwoord. Het kan zelfs binnen een woord, als de zin op twee manieren kan worden gelezen. Dit komt men vaak tegen in reclame en in krantenkoppen.
Enkele voorbeelden:
- Op deze schaal (Lucebert, over de dop van een ei en de grootte ervan)
- Dit gedicht schaamt zich gedicht te zijn. (Lucebert)
- Marie is die nacht goed bevallen.
- Julie ging met de vlieger naar Spanje, het was de eerste keer dat ze van de grond kwam.

## Ambiguïteiten in grammaticale zin

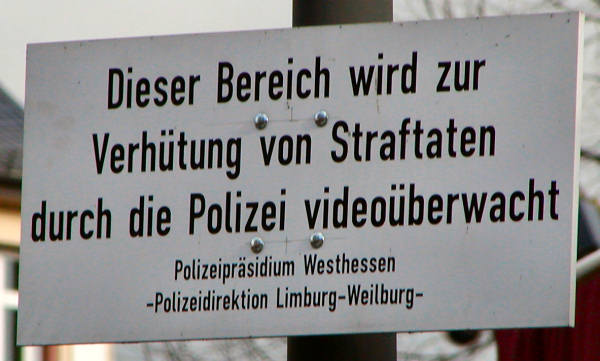
Een voorbeeld van een onbedoeld ambigue tekst op een Duits waarschuwingsbord. Bedoeld wordt: "Ter voorkoming van misdrijven staat dit gebied onder cameratoezicht door de politie", maar de zin kan ook worden gelezen als: "Ter voorkoming van misdrijven door de politie staat dit gebied onder cameratoezicht".

Voorbeeld van ambigue zinnen:
- De man slaat de hond met de stok.
De Nederlandse grammatica faalt hier om aan te duiden of "met de stok" betrekking heeft op "de hond" of op "slaat". De twee verschillende betekenissen die hieruit opgemaakt kunnen worden zijn dus "Een man gebruikt een stok om een hond te slaan" en "Een man slaat een hond die een stok in zijn bek heeft".
- De jongen die Marc geslagen heeft.
De Nederlandse grammatica faalt hier om aan te duiden wie het onderwerp en wie het lijdend voorwerp is. Voorheen kon men onderscheid maken met "die" en "dien", maar dat kon niet met vrouwelijke woorden en was in de spreektaal allang niet meer hoorbaar. De twee verschillende betekenissen die hieruit opgemaakt kunnen worden zijn dus:
De jongen die Marc geslagen heeft, dat is: de jongen door wie Marc geslagen is.
De jongen die Marc geslagen heeft, dat is: de jongen die door Marc geslagen is.
- Iemand die je leuk vindt.
De Nederlandse grammatica faalt hier om aan te duiden of "je" onderwerp of lijdend voorwerp is. De twee verschillende betekenissen die hieruit opgemaakt kunnen worden zijn dus "Iemand die jij leuk vindt" en "Iemand die jou leuk vindt".
- Hij keurt dat goed.
De Nederlandse grammatica faalt hier om aan te duiden of "goed" onderdeel is van het splitsbare werkwoord "goedkeuren", of een bijwoord is dat betrekking heeft op "keurt". De twee verschillende betekenissen die hieruit opgemaakt kunnen worden zijn dus: "Het resultaat van zijn keuring is dat hij het goedkeurt" en "Hij keurt dat volgens de regels", goed kan ook duiden op een afkorting van goederen, "Hij is goederen aan het keuren.".
- (in een beschrijving van een telefooncentrale) Nergens is meer lawaai van relais te horen.
Oude centrale met relais: Er is geen plaats te verzinnen waar nog meer lawaai te horen is.
Computergestuurde centrale: Er is geen lawaai meer te horen.
- Er is morgen geen concert in het park.
Afhankelijk van de klemtoon, kan dit betekenen:
Er is morgen geen concert in het park: er is vaak een concert in het park, maar morgen niet.
Er is morgen geen concert in het park: er is morgen wel wat te beleven in het park, maar geen concert.
Er is morgen geen concert in het park: er is morgen wel een concert, maar niet in het park.
- Ik heb Jans fiets niet gestolen.
Afhankelijk van welk woord wordt benadrukt, wordt de mogelijke uitleg anders.
'Ik heb Jans fiets niet gestolen, (dat heeft Henk gedaan).'
'Ik heb Jans fiets niet gestolen, (maar dat was ik wel van plan).'
'Ik heb Jans fiets niet gestolen, (maar die van Kees).'
'Ik heb Jans fiets niet gestolen, (maar zijn scooter).'
'Ik heb Jans fiets niet gestolen, (benadrukking van niet, welles-nietes).'
'Ik heb Jans fiets niet gestolen, (maar even geleend, ik geef hem straks weer terug).'
- Een van de bekendste ambiguïteiten in het Latijn is de uitspraak van het orakel dat door Pyrrhus wordt geraadpleegd voor hij tegen de Romeinen optrekt: "Aio te, Aeacida, Romanos vincere posse". Betekenis: "Ik zeg dat jij, nakomeling van Aeacus, de Romeinen kunt overwinnen" , of: "Ik zeg dat de Romeinen jou, nakomeling van Aeacus, kunnen overwinnen"
De accusativus cum Infinitivo is in het Latijn vrijwel altijd dubbelzinnig, omdat erin niet duidelijk is aangegeven welk zinsdeel het onderwerp en welk het lijdend voorwerp is.
- Johannes voedde zich met sprinkhanen en wilde honing (in het Evangelie volgens Matteüs).[1]
At hij sprinkhanen, maar had hij liever honing gegeten? Dat is niet wat de auteur van het evangelie hier bedoelt: Johannes at behalve sprinkhanen ook honing en deze honing was niet van een imker afkomstig.

## Ambiguïteiten in de logica
Wanneer in een argumentatie ambiguïteit bewust of onbewust leidt tot betekenisverwarring, is er sprake van een drogreden. Een bekend voorbeeld is "Ik pas in mijn jas, mijn jas past in mijn tas, dus ik pas in mijn tas", waarbij het werkwoord 'passen' in verschillende betekenissen tegelijk wordt gebruikt en zo leidt tot een onjuiste conclusie.

## Ambiguïteiten in formele grammatica's
Het is mogelijk een formele grammatica te ontwerpen zonder ambiguïteiten. Met name in de informatica is dit belangrijk, omdat een ambiguïteit in een taal een potentiële vrijbrief is voor producenten van software om software te ontwikkelen die de ambiguïteit anders interpreteert dan de software van een andere producent, waardoor bijvoorbeeld een programma met de ene compiler wel werkt en met de andere niet. Desondanks kennen veel programmeertalen de volgende ambiguïteit (het dangling else-probleem genoemd):
```
if expressie1 then
if expressie2 then
commando1
else
commando2
```

In bovenstaande programmeerconstructie is het niet duidelijk bij welk "if"-constructie de "else"-constructie hoort. Bijgevolg kunnen er twee betekenissen aan de programmacode gegeven worden.
Meestal zijn ambiguïteiten in grammatica's eenvoudig op te lossen door gebruik te maken van hulpsymbolen en/of afspraken. Zo geldt betreffende de bovenstaande programmeerconstructie dat er gelukkig in de meeste programmeertalen een harde afspraak bestaat dat een "else"-constructie op de binnenste "if"-constructie van toepassing is (de eerste "if" boven de "else") en wordt deze ook goed nageleefd.
Oudere programmeertalen moeten het hier bij laten. Maar de meeste moderne programmeertalen kunnen optioneel haakjes gebruiken om dit probleem op te lossen. Bij sommige programmeertalen (Perl bijvoorbeeld) zijn die haakjes zelfs verplicht.
```
if (expressie1)
{
    if (expressie2)
    {
        commando1;
    }
    else
    {
        commando2;
    }
}
```

In geval men de "else" met de eerste "if" wil paren:
```
if (expressie1)
{
    if (expressie2)
    {
        commando1;
    }
}
else
{
    commando2;
}
```

Het inspringen is suggestief voor de menselijke lezer, maar wordt door de compiler genegeerd.

## Ambiguïteiten in de wiskunde
In de wiskunde worden ambiguïteiten vaak geïntroduceerd door de neiging elementen uit de notatie weg te halen. Neem bijvoorbeeld de volgende functies met een sinusfunctie erin:
y = sin(x)
y = sin(x²)
y = (sin x)²
De oorspronkelijke vorm zoals hierboven is niet ambigu omdat de haakjes het begin en eind van het functieargument aangeven. Echter, bijzonder vaak worden de haakjes weggelaten waardoor ontstaat:
y = sin x
y = sin x²
y = sin x²
Bijgevolg wordt de grammatica ambigu. Om de ambiguïteit op te lossen bestaat in de wiskunde een veelgebruikte conventie bij de derde vorm het kwadraat naar voren te halen waardoor ontstaat:
y = sin x
y = sin x²
y = sin² x
Dit is weer strijdig met een andere conventie, dus wederom ambigu; "sin² x" kan ook betekenen "de tweede afgeleide van sin(x)". Gelukkig komt deze laatste conventie niet zoveel voor in combinatie met goniometrische functies en wordt het symbool " meestal gebruikt voor de tweede afgeleide. De enige universele oplossing is echter de functiehaakjes niet weg te laten.

## Taalcomplexiteit
Veel ambiguïteiten in een taal zorgen voor veel extra regels in zo'n taal. Deze extra regels komen de leesbaarheid van de taal niet ten goede. Met name voor kunstmatige talen, zoals programmeertalen, geldt dat indien men zelf een taal ontwerpt, ambiguïteiten zo veel mogelijk vermeden dienen te worden.
Natuurlijke talen laten zich minder makkelijk sturen. Bij natuurlijke talen zal de bedoelde betekenis veelal uit de context moeten blijken. Bij ambigue zinnen maakt vaak de klemtoon duidelijk wat de betekenis is.